# Моргунов, Григорий Иванович
Григо́рий Ива́нович Моргуно́в (1915, Келермесская, Кубанская область — 1995, Майкоп) — передовик советского сельского хозяйства, комбайнёр Майкопской машино-тракторной станции Адыгейской автономной области (ныне — Республики Адыгея), Герой Социалистического Труда (17 июля 1951).

## Биография
Родился в 1915 году в станице Келермесской Кубанской области. Сын потомственного хлебороба, он рано приобщился к земледельческому труду. В начале тридцатых годов государство направляло в только что созданные колхозы всё больше и больше машин. Велика была тяга сельской молодёжи к технике. Восемнадцатилетним парнем Гриша Моргунов в 1934 году поступил на курсы комбайнеров в Гиагинской МТС и успешно окончил их. Не один сезон он водил «степной корабль» по родным полям, помогая односельчанам без потерь убрать выращенный урожай.
3 марта 1937 года призван в РККА. Был механиком-водителем танка, командиром взвода. В 1940 году он вступил в ряды ВКП(б).

## На фронтах Великой Отечественной войны
С самого начала Великой Отечественной войны и до победного конца находился на фронте. В боях участвовал:
— с 05.1942 по 06.1943 — адъютант старший 9-го армейского отдельного противотанкового дивизиона Южного фронта; 10 апреля 1943 года ранен в бою при освобождении хутора Свистельникова Славянского района Краснодарского края.
— с 11.1943 по 05.1945 — командир взвода 225-го отдельного заградотряда 69-й армии 1-го Белорусского фронта.
За боевые заслуги награждён двумя орденами Красной Звезды и пятью медалями.
По окончании войны в Берлине 1945 года торжественным маршем прошли через Бранденбургские ворота воины подразделения, которым командовал офицер Моргунов.

## После войны
В 1946 году, демобилизовавшись из Советской Армии, Григорий Иванович сразу же приступил к восстановлению хозяйства, разрушенного войной. Работал комбайнёром вначале в Келермесской, а затем в Майкопской МТС. Работал на совесть. В 1947 году на его груди рядом с боевыми наградами засияла медаль «За доблестный труд в Великой Отечественной войне 1941—1945 гг.».
В 1950 году в Ханском колхозе впервые применил почасовой график работы агрегата и добился рекордного намолота зерна, с каждого гектара собирал по 26—28 центнеров. Родина высоко оценила его труд. Указом Президиума Верховного Совета СССР от 17 июля 1951 года Моргунову Григорию Ивановичу — комбайнёру Майкопской МТС присвоено звание Героя Социалистического Труда с вручением ордена Ленина и золотой медали «Серп и Молот».
В Грамоте Президиума Верховного Совета СССР, выданной на имя Г. И. Моргунова, говорится: «За Ваши исключительные заслуги перед государством, выразившиеся в том, что Вами в 1950 году намолочено комбайном „Сталинец-6“ с убранной площади за 25 рабочих дней 9169 центнеров зерновых культур, Президиум Верховного Совета СССР своим Указом от 17 июля 1951 года присвоил Вам звание Героя Социалистического Труда». Этим же указом высокое звание получил его товарищ по МТС И. Т. Полянский.
В следующем же сезоне повторил свой трудовой подвиг. За высокий намолот зерна Указом Президиума Верховного Совета СССР от 28 мая 1952 года он награждён вторым орденом Ленина.
Ряд лет возглавлял тракторную бригаду. И здесь проявились его незаурядные организаторские способности. Коллектив механизаторов под его руководством занимал ведущее место в МТС. Он был награждён медалью «За трудовую доблесть». Г. И. Моргунов дважды избирался членом Адыгейского обкома КПСС, депутатом сельского, районного и Краснодарского краевого Советов народных депутатов.
Жил в Майкопе, трудился шлифовщиком в отделении «Сельхозтехники». Ударник коммунистического труда, награждён медалями «За доблестный труд. В ознаменование 100-летия со дня рождения В. И. Ленина», «Ветеран труда».
Умер в 1995 году. Похоронен в городе Майкоп.

## Награды
- Медаль «Серп и Молот» (1951);
- Орден Ленина (1951)
- Орден Ленина (1952)
- Орден Отечественной войны II степени[2]
- Орден Красной Звезды[3]
- Орден Красной Звезды
- Медаль «За оборону Кавказа»
- Медаль «В ознаменование 100-летия со дня рождения Владимира Ильича Ленина» (6 апреля 1970)
- Медаль «За победу над Германией в Великой Отечественной войне 1941—1945 гг.» (9 мая 1945[4])
- медаль «За доблестный труд в Великой Отечественной войне 1941—1945 гг.»
- Юбилейная медаль «Двадцать лет Победы в Великой Отечественной войне 1941—1945 гг.» (7 мая 1965[5])
- Юбилейная медаль «Тридцать лет Победы в Великой Отечественной войне 1941—1945 гг.»[6]
- Медаль «Сорок лет Победы в Великой Отечественной войне 1941—1945 гг.»
- Медаль «Ветеран труда»

## Память

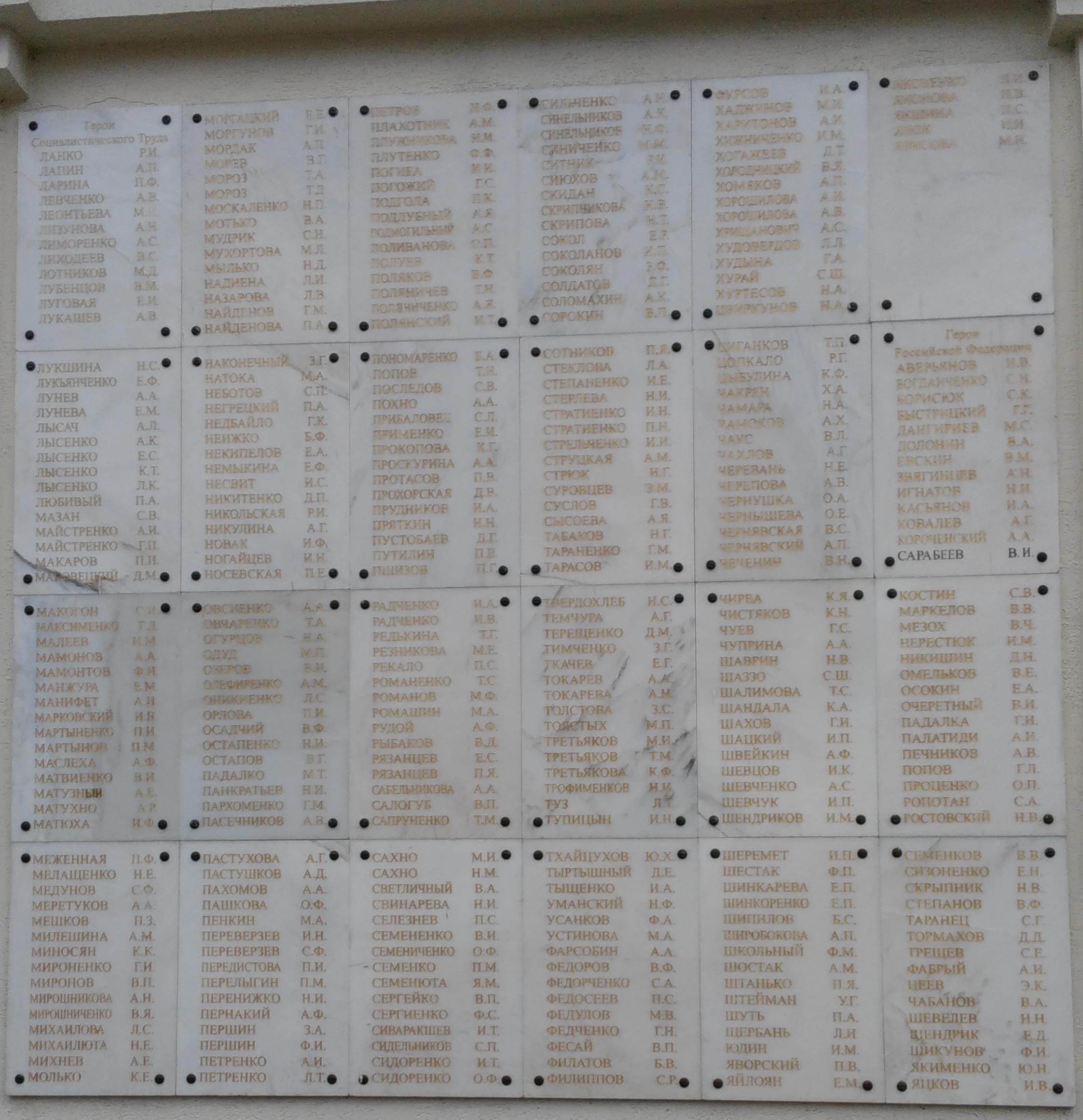
Мемориальная доска с именами Героев Социалистического Труда Кубани и Адыгеи. Краснодар 2017

- На могиле установлен надгробный памятник.
- Имя Героя золотыми буквами вписано на мемориальной доске в Краснодаре